# Being Ian
Being Ian (Ser Ian en Hispanoamérica y El Mundo de Ian en España) es una serie de dibujos animados canadiense producida por Studio B y Nelvana, que gira en torno al joven Ian Kelley, de 12 años, que aspira a convertirse en director de cine.
La serie está basada en la juventud del actor y escritor Ian Corlett, y está ambientada en la ciudad de Burnaby, en la Columbia Británica.
Producción empezó en 2004, y la serie se estrenó el 4 de enero de 2005 por el canal infantil canadiense YTV. En Hispanoamérica, se estrenó por Cartoon Network el 5 de febrero de 2006 y se emitió por el canal hasta aproximadamente 2011. En España, se emitió por Telemadrid, Neox y Canal Panda.

## Personajes
- Ian Kelley
- Korey Kelley
- Kyle Kelley
- Vicky Kelley
- Ken Kelley
- Choppan
- Sandi Crocker
- Tyrone Washington
- Abuela Menske
- Abuela Kelley
- Odwald
- Denis
- Director Mackenzie

## Doblaje
| Personajes        | Actor de voz original (Canadá) | Actor de doblaje (Latinoamérica) (Temporadas 1 y 2) | Actor de doblaje (Latinoamérica) (Temporada 3) | Actor de doblaje (España) |
| ----------------- | ------------------------------ | --------------------------------------------------- | ---------------------------------------------- | ------------------------- |
| Ian Kelley        | Richard Ian Cox                | Ezequiel Serrano                                    | Marcos Abadi                                   | Alberto Escobal García    |
| Ken Kelley        | Louis Chirillo                 | Sergio Pinto (temp.1) José Granadillo (temp.2)      | Gustavo Dardés                                 | Víctor Prieto             |
| Vicky Kelley      | Patricia Drake                 | Elena Díaz Toledo                                   | Irene Guiser                                   | Eba Ojanguren             |
| Kyle Kelley       | Ty Olsson                      | Ledner Belisario                                    | ???                                            | Txema Regalado            |
| Korey Kelley      | Matt Hill                      | Luis Enrique Poján                                  | Hernán Palma                                   | Juan Martín Goirizelaia   |
| Tyrone Washington | Dexter Bell                    | Héctor Indriago                                     | Hernán Palma                                   | Alazne Erdozia            |
| Sandi Crocker     | Tabitha St Germain             | Yasmil López                                        | Agustina Cirulnik                              | Ana Guadalupe Fernández   |
| Odbald            | Ian James Corlett              | Ángel Balam                                         | ???                                            | Josu Cubero               |
| Blonde Hottie     | Patricia Drake                 | Mabel González                                      | Dylan Guiser                                   | ???                       |

## Episodios

### Temporadas
| Temporada | Temporada | Episodios | Canadá                 | Canadá                | Latinoamérica | Latinoamérica | España  | España |
| Temporada | Temporada | Episodios | Estreno                | Final                 | Estreno       | Final         | Estreno | Final  |
| --------- | --------- | --------- | ---------------------- | --------------------- | ------------- | ------------- | ------- | ------ |
|           | 1         | 26        | 1 de enero de 2005     | 28 de junio de 2005   | 2006          | 2007          | 2006    | 2007   |
|           | 2         | 26        | 1 de diciembre de 2005 | 27 de febrero de 2007 | 2007          | 2008          | 2007    | 2008   |
|           | 3         | 11        | 18 de octubre de 2007  | 25 de octubre de 2008 | 2008          | 2009          | 2009    | 2010   |